# كيفلي وداجو
كيفلي وداجو (30 أكتوبر 1936 - 28 أبريل 2004) سياسي ودبلوماسي أثيوبي شغل منصب وزير خارجية إثيوبيا في الفترة من 1974 إلى 1977 كما كان أول أمين عام لمنظمة الوحدة الأفريقية من 25 مايو 1963 إلى 21 يوليو 1964.